# Notre-Dame de l’Assomption (Rieux-Minervois)
Die Kirche Notre-Dame de l’Assomption (auch Église Sainte-Marie genannt) in Rieux-Minervois gehört zu den außergewöhnlichsten Kirchenbauten im Süden Frankreichs. Sie wurde bereits im Jahre 1840 zum Monument historique erklärt.

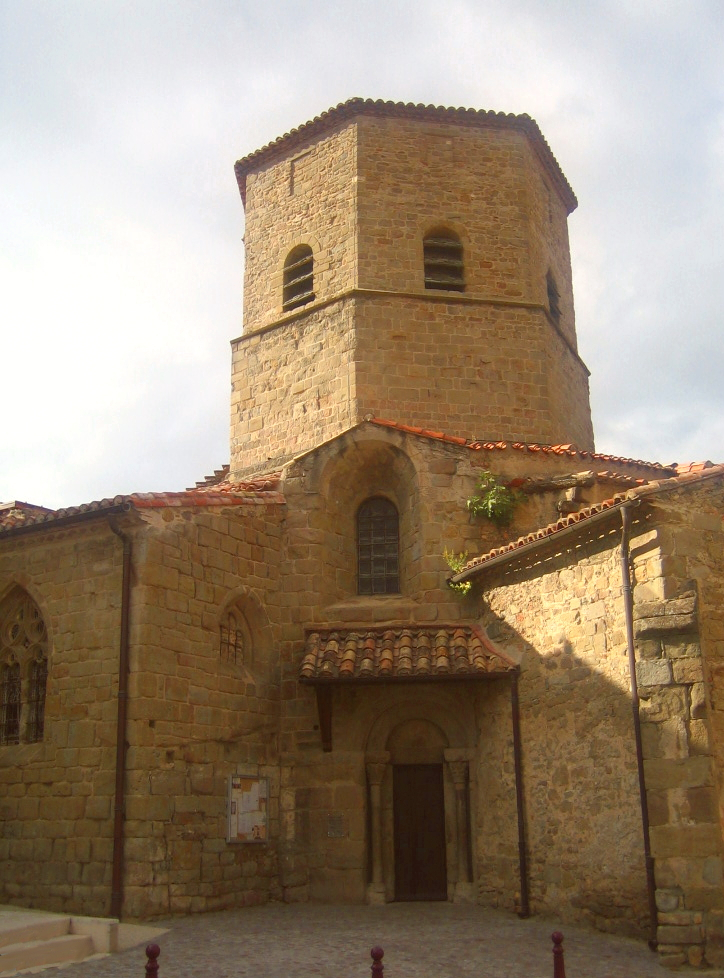
Église Notre-Dame de l’Assomption in Rieux-Minervois

## Lage
Die Kirche liegt inmitten der Kleinstadt Rieux-Minervois in der im Hochmittelalter zeitweise von den Albigensern geprägten Kulturlandschaft des Minervois im südfranzösischen Département Aude in der Region Okzitanien in einer Höhe von ca. 115 m ü. d. M.

## Baugeschichte
Die Baugeschichte der Kirche liegt weitgehend im Dunkeln: Für das Jahr 1079 wird in einer Urkunde eine Kirche in Rieux erwähnt, doch passt dieses Datum nicht zum bestehenden Bauwerk, das gemeinhin in die 2. Hälfte des 12. Jahrhunderts datiert wird. In dieser Zeit gehörte Rieux zum Besitz der Grafen von Minerve, die jedoch im 13. Jahrhundert sämtliche Besitztümer verloren, da sie sich auf die Seite der Katharer bzw. Albigenser gestellt hatten. Vom 16. bis zum 18. Jahrhundert wurden mehrere Kapellen und Zwischenräume angebaut, die einerseits den ursprünglich exakten 14-seitigen Grundriss der Kirche verunklären, andererseits jedoch zur Stabilisierung des Bauwerks beigetragen haben.

## Auftraggeber
Der oder die Auftraggeber sind bis heute unbekannt. Bei Zentralbauten denkt man gewöhnlich an den Templerorden, der seine oktogonalen oder runden Kirchenbauten gerne nach dem Vorbild der runden Grabeskirche in Jerusalem errichtete, doch existieren keine entsprechenden schriftlichen Dokumente.

## Architektur
Der ursprüngliche – im Äußern 14-seitige, im Innern 7-seitige – Grundriss der Kirche ist absolut ungewöhnlich und schwierig zu berechnen – üblich wären ein Oktogon (Aachener Dom, Abteikirche Ottmarsheim, Saint-Michel d’Entraygues u. a.) oder ein Sechzehneck (Tomar, Convento de Cristo). Bei der runden Temple Church in London, einer Kirche, die – wie Tomar – nachweislich vom Tempelritter-Orden erstellt worden ist, endet der Rundbau des Erdgeschossinnern in einem sechseckigen Obergeschoss. Zahlenspielereien im Zusammenspiel mit Zentralbauten waren den Templern also bekannt.
Eine weitere Besonderheit dieses eigenwilligen Bauwerks ist, dass es ursprünglich im Äußern wie im Innern richtungslos war, da wahrscheinlich keine geostete Apsis existierte. So gewinnt man den Eindruck, dass sich der Bau in mancherlei Hinsicht mit dem Thema „Unendlichkeit“ auseinandersetzt oder gar damit zu spielen scheint.

### Außenbau
Der Außenbau der ursprünglichen Kirche wird verdeckt von Kapellenanbauten aus späterer Zeit. Der Querschnitt des alles überragenden zweigeschossigen Turmes ist bemerkenswerterweise siebeneckig. Das Untergeschoss des Turms ist auf allen Seiten geschlossen, im aufsitzenden Glockengeschoss finden sich auf mehreren Seiten einfache oder doppelte Schallöffnungen.

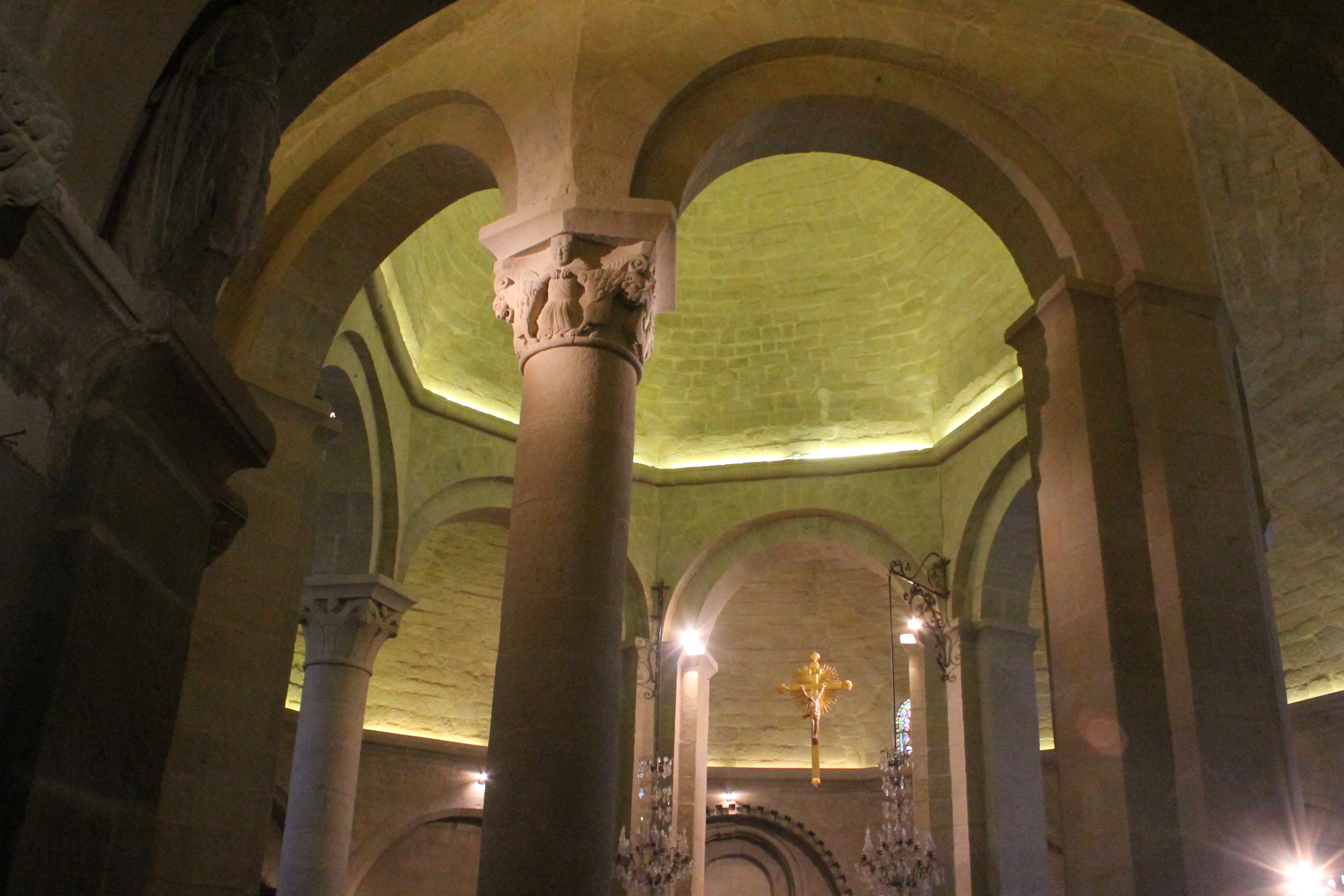
Kirche Notre-Dame de l’Assomption in Rieux-Minervois – Innenraum mit Stützenwechsel

### Innenraum
Das Heptagon im Innern wird umgrenzt von vier mächtigen gemauerten Pfeilern und drei – aus dicken Steintrommeln zusammengesetzten – Säulen, die einander abwechseln, was natürlich mathematisch-konstruktiv nicht möglich ist; deshalb stehen – etwas versetzt vor der heutigen Altarkapelle – zwei Pfeiler unmittelbar nebeneinander. Der Innenraum schließt nach oben ab mit einer erhöhten Kuppel, die weder auf Pendentifs noch auf Trompen ruht, sondern sich allmählich aus dem – nicht ganz exakt gemauerten – Siebeneck entwickelt. Der Umgang hat ein rundum verlaufendes und nicht durch Gurtbögen unterbrochenes Vierteltonnengewölbe, das die seitlichen Schubkräfte der zentralen Kuppelkonstruktion abfängt.

### Zahlensymbolik
Ob die in der Architektur eigenartige Siebenzahl – wie oft behauptet – etwas mit den „Sieben Säulen der Weisheit“ (Sprichwörter 9,1 ), die im Mittelalter oft als eine Umschreibung Mariens verstanden wurden, zu tun hat, bleibt unklar. Andere Forscher teilen die Siebenzahl in 'drei' und 'vier'; die 'drei' stünde für die Trinität (d. h. letztlich für das Unbegrenzte oder den Geist), die 'vier' (das Quadrat, also das Begrenzte) stünde dagegen für die Erde (d. h. für das Materielle). Eine derartige Aufteilung korrespondiert zwar mit den Stützen (drei Säulen und vier Pfeiler) – ein eindeutiger Beleg für eine derartige symbolische Ausdeutung der Kirche ist dies jedoch nicht. Auch spielt die Siebenzahl eine große Rolle in der Apokalypse des Johannes.

### Kapitelle
Im Kircheninnern finden sich mehrere Kapitelle. Eines mit einer Darstellung Mariens in einer wolkengefüllten Mandorla, die auf beiden Seiten von jeweils drei Engeln getragen wird (Himmelfahrt Mariens) ist von ganz außergewöhnlicher Plastizität und Qualität; es wird dem Meister von Cabestany zugeschrieben. Ein weiteres mit zwei Löwenköpfen zeigt ebenfalls eine exzellente Steinbearbeitung, die ganz besonders in den Blüten der Abakusplatte sichtbar wird. Wieder ein anderes zeigt einen bärtigen Mann (Samson?), der mit zwei Löwen kämpft. Weniger gelungene Kapitelle verweisen darauf, dass mit Sicherheit mehrere Bildhauer in Rieux am Werk waren.

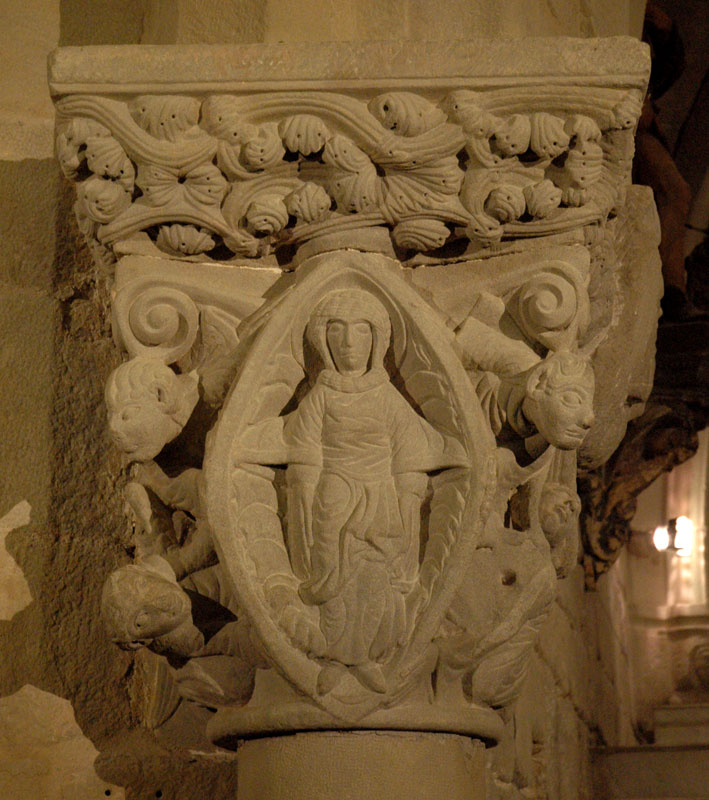
Maria in einer von Engeln getragenen Mandorla
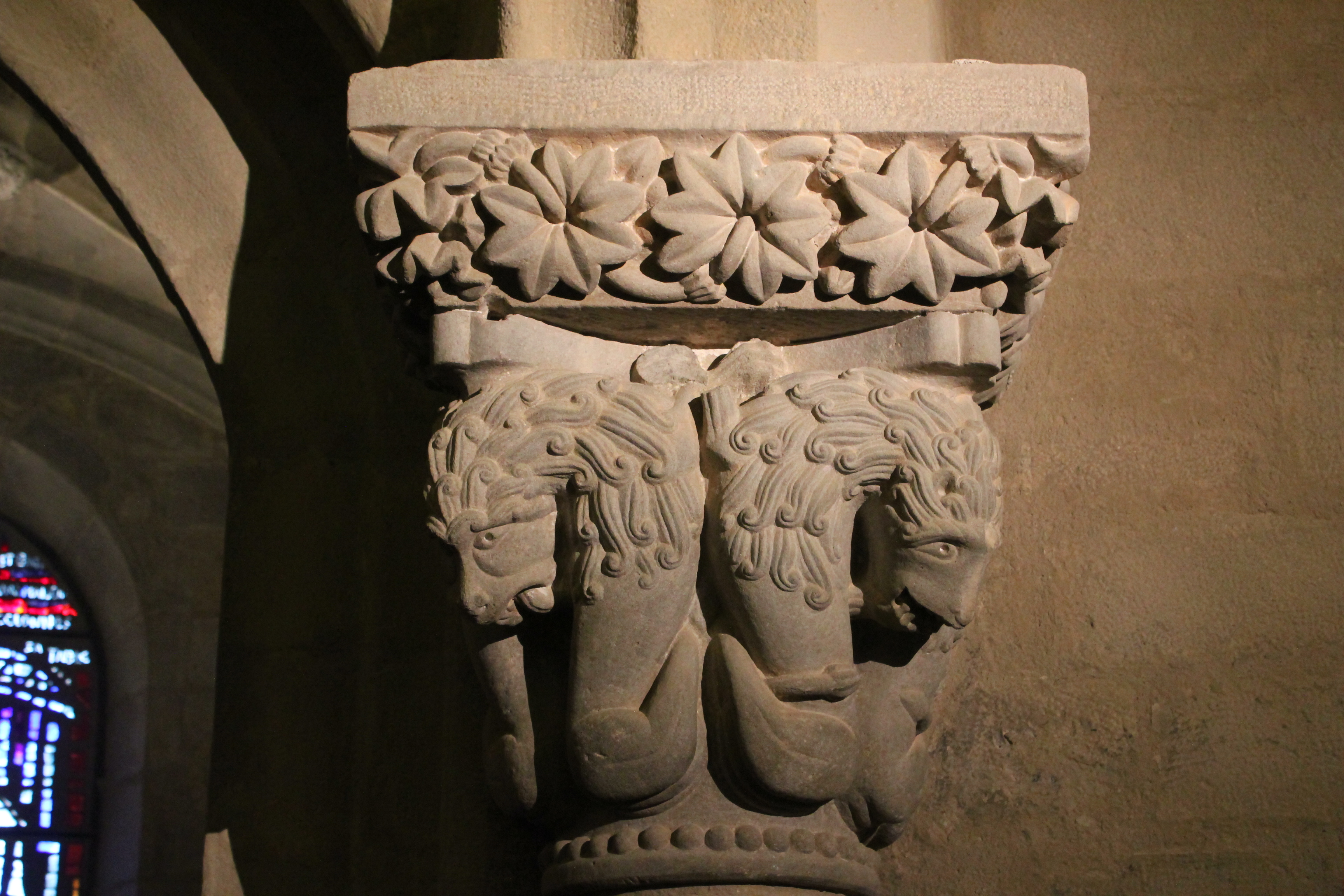
Stilisierte Löwenköpfe
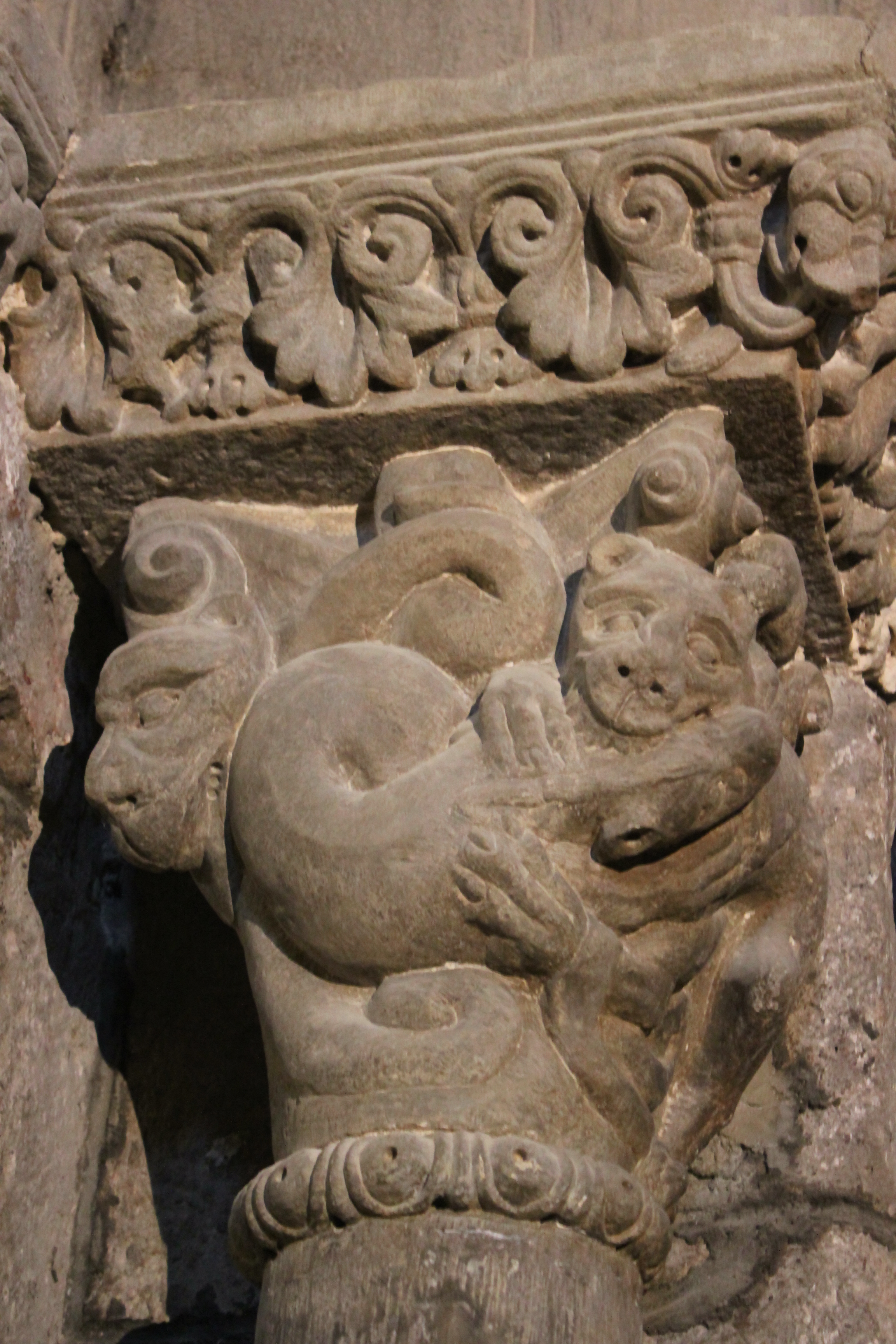
Löwe besiegt einen Lindwurm
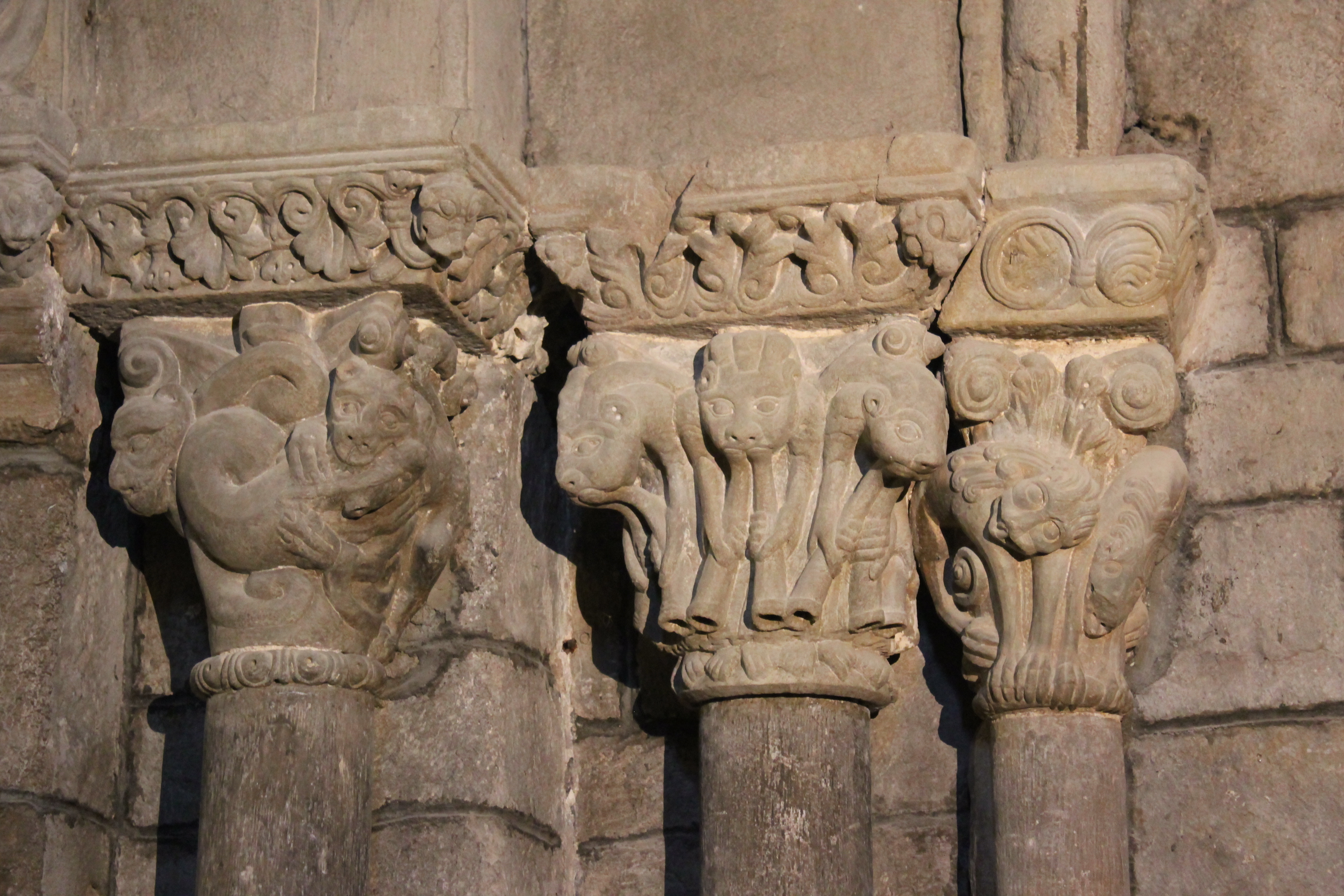
Löwen / Trompetenbläser

### Seitenkapellen
Der Bau hat mehrere Seitenkapellen und Zwischenräume (Sakristei etc.) aus dem 15. bis 18. Jahrhundert, die teilweise tonnengewölbt, teilweise aber auch rippengewölbt sind. Einige haben schöne Maßwerkfenster im spätgotischen Flamboyant-Stil.

### Sonstiges
In einer Wandnische findet sich eine nur etwa 50 cm hohe Grablegungsgruppe aus dem 15./16. Jahrhundert.